# Dysaletria nigripennis
Dysaletria nigripennis är en tvåvingeart som beskrevs av Chvala 1975. Dysaletria nigripennis ingår i släktet Dysaletria och familjen puckeldansflugor. Inga underarter finns listade i Catalogue of Life.